# Tembeling (Kasiman)
Tembeling is een bestuurslaag in het regentschap Bojonegoro van de provincie Oost-Java, Indonesië. Tembeling telt 2819 inwoners (volkstelling 2010).